# DFB-Pokal 2023/24 (Frauen)
Der DFB-Pokal der Frauen wurde in der Saison 2023/24 zum 44. Mal ausgespielt. Das Finale fand wie seit der Saison 2009/10 im Rheinenergiestadion in Köln statt. Titelverteidiger VfL Wolfsburg besiegte im Finale den FC Bayern München und wurde zum elften Mal Pokalsieger, zum zehnten Mal seit 2015 in Folge.

## Teilnehmende Mannschaften
Insgesamt nehmen 48 Mannschaften am DFB-Pokal teil. Automatisch qualifiziert sind die Mannschaften der 1. und der 2. Bundesliga der abgelaufenen Spielzeit. Dazu kommen die Meister der fünf Regionalligastaffeln und die Sieger der 21 Landespokalwettbewerbe. Zweite Mannschaften sind grundsätzlich nicht teilnahmeberechtigt. Des Weiteren rückt für einen Regionalligameister, der auch in die 2. Bundesliga aufsteigt, die nächste noch nicht qualifizierte Mannschaft der Liga nach.
| Andernach |

| Aurach 9 |

| Berlin 4 (2 Vereine) |

| Bielefeld |

| Bocholt |

| Bochum |

| Bremen 3 (2 Vereine) |

| Brieselang |

| Bruchsal 9 |

| Calden |

| Chemnitz |

| Duisburg |

| Engen 12 |

| Erfurt |

| Essen |

| Frankfurt/M. |

| Freiburg |

| Gütersloh |

| Hamburg 2 |

| Helmstedt 5 |

| Henstedt- Ulzburg |

| Ingolstadt |

| Jena |

| Kiel |

| Köln (2 Vereine) |

| Leipzig |

| Leverkusen |

| Magdeburg |

| Mainz |

| Meppen |

| Mönchengladbach |

| Montabaur |

| München (2 Vereine) |

| Norderstedt 1 |

| Nürnberg |

| Offenbach |

| Potsdam |

| Quierschied 6 |

| Riegelsberg |

| Rostock |

| Sinsheim 7 |

| Waiblingen 10 |

| Wolfsburg |

| Willstätt 11 |

| Bundesliga die 12 Vereine der Saison 2022/23 | 2. Bundesliga 7 der 14 Vereine der Saison 2022/23 1 | Regionalliga Meister und Nachrücker der Regionalliga-Saison 2022/23 |
| FC Bayern München VfL Wolfsburg (TV) Eintracht Frankfurt TSG 1899 Hoffenheim Bayer 04 Leverkusen SC Freiburg SGS Essen Werder Bremen 1. FC Köln MSV Duisburg SV Meppen (II) 1. FFC Turbine Potsdam (II)                           | RB Leipzig (I) 1. FC Nürnberg (I) FSV Gütersloh 2009 SG 99 Andernach SC Sand FC Carl Zeiss Jena FC Ingolstadt 04 | - Nord Hamburger SV (II) SV Henstedt-Ulzburg 4 - Nordost FC Viktoria 1889 Berlin - West Borussia Mönchengladbach (II) VfL Bochum 5 - Südwest SV Elversberg - Süd SV 67 Weinberg (II) Kickers Offenbach 6                                          |
| Verbandspokale die Landespokalsieger der 21 Landesverbände des DFB | | |
| - Baden Karlsruher SC (III) - Bayern FFC Wacker München (III) - Berlin SFC Stern 1900 (IV) 2 - Brandenburg SV Grün-Weiss Brieselang (IV) - Bremen ATS Buntentor (III) - Hamburg FC St. Pauli (III) - Hessen TSV Jahn Calden (III) | - Mecklenburg-Vorpommern Rostocker FC (IV) - Mittelrhein SC Fortuna Köln (III) - Niederrhein Borussia Bocholt (IV) - Niedersachsen TSV Barmke (III) - Rheinland 1. FFC Montabaur (III) - Saarland 1. FC Riegelsberg (III) 2 - Sachsen Chemnitzer FC (IV) 2 | - Sachsen-Anhalt Magdeburger FFC (III) - Schleswig-Holstein Holstein Kiel (III) - Südbaden Hegauer FV (IV) - Südwest 1. FSV Mainz 05 (III) 3 - Thüringen 1. FFV Erfurt (III) 2 - Westfalen Arminia Bielefeld (III) - Württemberg SV Hegnach (III) |
| Ligaebene in Klammern: I = Bundesliga • II = 2. Bundesliga • III = Regionalliga • IV = 4. Liga • V = 5. Liga • VI = 6. Liga | | |

## Modus
Klassentiefere Teams erhalten bis zum Viertelfinale das Heimrecht gegen klassenhöhere zugesprochen. Sollten sich jedoch beide Teams unterhalb der 2. Bundesliga befinden, erfolgt kein Heimrechttausch. Die ersten beiden Runden werden in regionalen Gruppen gespielt.

## Termine
- 1. Runde: 12. bis 14. August 2023
- 2. Runde: 9. bis 11. September 2023
- Achtelfinale: 25./26. November 2023
- Viertelfinale: 5. bis 7. März 2024
- Halbfinale: 30./31. März 2024
- Finale: 9. Mai 2024

## Ergebnisse

### 1. Runde
Alle Mannschaften der 1. und die vier bestplatzierten Teams der 2. Bundesliga der letzten Saison erhalten für diese Runde ein Freilos. Die Auslosung erfolgte am 29. Juni durch Doris Fitschen.
| Datum                      |                               | Ergebnis                         |                               | Austragungsort                                     |
| -------------------------- | ----------------------------- | -------------------------------- | ----------------------------- | -------------------------------------------------- |
| 12. August 2023, 15:00 Uhr | Karlsruher SC (III)           | 0:4 (0:3)                        | SC Sand (II)                  | GRENKE-Jugendstadion Platz 2, Karlsruhe            |
| 12. August 2023, 16:00 Uhr | TSV Jahn Calden (III)         | 7:0 (4:0)                        | 1. FFC Montabaur (III)        | Sportplatz Am Kaiserplatz, Calden                  |
| 13. August 2023, 11:00 Uhr | Rostocker FC (IV)             | 1:13 (0:9)                       | Arminia Bielefeld (III)       | Sportplatz Damerower Weg, Rostock                  |
| 13. August 2023, 11:00 Uhr | SV Henstedt-Ulzburg (III)     | 7:0 (2:0)                        | Borussia Bocholt (IV)         | Stadion Beckersberg, Henstedt-Ulzburg              |
| 13. August 2023, 13:00 Uhr | ATS Buntentor (III)           | 1:4 (1:0)                        | Hamburger SV (II)             | Bezirkssportanlage Kuhhirten, Bremen               |
| 13. August 2023, 14:00 Uhr | FC Viktoria 1889 Berlin (III) | 3:1 (3:1)                        | TSV Barmke (III)              | Stadion Lichterfelde, Berlin                       |
| 13. August 2023, 14:00 Uhr | SV Grün-Weiss Brieselang (IV) | 0:1 (0:0)                        | SFC Stern 1900 (IV)           | Sportanlagen des ESV Lok Elstal, Wustermark–Elstal |
| 13. August 2023, 14:00 Uhr | FC St. Pauli (III)            | 4:4 n. V. (3:3, 2:1) (3:2 i. E.) | Magdeburger FFC (III)         | Adolf-Jäger-Kampfbahn, Hamburg                     |
| 13. August 2023, 14:00 Uhr | VfL Bochum (III)              | 3:2 n. V. (1:1, 0:0)             | SC Fortuna Köln (III)         | Vonovia-Ruhrstadion, Bochum                        |
| 13. August 2023, 14:00 Uhr | Kickers Offenbach (III)       | 2:0 (1:0)                        | 1. FC Riegelsberg (III)       | SANA Sportpark, Offenbach am Main                  |
| 13. August 2023, 14:00 Uhr | 1. FFV Erfurt (III)           | 0:1 (0:1)                        | 1. FSV Mainz 05 (III)         | Sportforum Johannesplatz, Erfurt                   |
| 13. August 2023, 14:00 Uhr | Hegauer FV (IV)               | 6:2 (3:1)                        | Chemnitzer FC (IV)            | Hegau-Stadion, Engen                               |
| 13. August 2023, 14:00 Uhr | FC Ingolstadt 04 (II)         | 2:3 (1:2)                        | FC Carl Zeiss Jena (II)       | MTV-IN-Stadion, Ingolstadt                         |
| 13. August 2023, 14:00 Uhr | SV Hegnach (III)              | 1:0 (0:0)                        | SV Elversberg (III)           | Sportplatz Hegnach, Waiblingen–Hegnach             |
| 13. August 2023, 15:00 Uhr | FFC Wacker München (III)      | 0:4 (0:2)                        | SV 67 Weinberg (II)           | Bezirkssportanlage Demleitner Straße, München      |
| 15. August 2023, 18:30 Uhr | Holstein Kiel (III)           | 2:3 (1:1)                        | Borussia Mönchengladbach (II) | Holstein-Stadion, Kiel                             |

### 2. Runde
Die Auslosung erfolgte am 15. August im Anschluss an die Fernsehübertragung des letzten Erstrundenspiels zwischen Holstein Kiel und Borussia Mönchengladbach. Losfee war Marie-Louise Eta (Co-Trainerin der U19 von Union Berlin), als Ziehungsleiterin fungierte Renate Lingor.
| Datum                         |                               | Ergebnis   |                           | Austragungsort                                     |
| ----------------------------- | ----------------------------- | ---------- | ------------------------- | -------------------------------------------------- |
| 8. September 2023, 18:30 Uhr  | FC St. Pauli (III)            | 1:7 (0:4)  | Hamburger SV (II)         | Millerntor-Stadion, Hamburg                        |
| 9. September 2023, 13:00 Uhr  | SFC Stern 1900 (IV)           | 0:10 (0:6) | 1. FC Köln (I)            | Stadion Lichterfelde, Berlin                       |
| 9. September 2023, 13:00 Uhr  | VfL Bochum (III)              | 0:4 (0:2)  | SGS Essen (I)             | Leichtathletikplatz am Vonovia-Ruhrstadion, Bochum |
| 9. September 2023, 14:00 Uhr  | FC Carl Zeiss Jena (II)       | 1:0 (0:0)  | 1. FC Nürnberg (I)        | Ernst-Abbe-Sportfeld, Jena                         |
| 9. September 2023, 15:00 Uhr  | SV 67 Weinberg (II)           | 0:7 (0:4)  | TSG 1899 Hoffenheim (I)   | Stadion am Lindenhain, Leutershausen               |
| 9. September 2023, 15:30 Uhr  | Borussia Mönchengladbach (II) | 0:3 (0:2)  | SV Werder Bremen (I)      | Grenzlandstadion, Mönchengladbach                  |
| 9. September 2023, 16:00 Uhr  | Arminia Bielefeld (III)       | 1:6 (0:3)  | MSV Duisburg (I)          | EDImedienArena, Bielefeld                          |
| 9. September 2023, 16:30 Uhr  | FC Viktoria 1889 Berlin (III) | 4:0 (2:0)  | SV Henstedt-Ulzburg (III) | Stadion Lichterfelde, Berlin                       |
| 9. September 2023, 17:30 Uhr  | FSV Gütersloh 2009 (II)       | 0:7 (0:2)  | RB Leipzig (I)            | Tönnies-Arena, Rheda-Wiedenbrück                   |
| 10. September 2023, 14:00 Uhr | 1. FFC Turbine Potsdam (II)   | 0:2 (0:1)  | VfL Wolfsburg (I)         | Karl-Liebknecht-Stadion, Potsdam                   |
| 10. September 2023, 14:00 Uhr | SC Sand (II)                  | 1:2 (0:0)  | SC Freiburg (I)           | Adams-Arena, Willstätt–Sand                        |
| 10. September 2023, 14:00 Uhr | SG 99 Andernach (II)          | 0:2 (0:1)  | FC Bayern München (I)     | Rasenplatz Stadion Andernach, Andernach            |
| 10. September 2023, 14:00 Uhr | Kickers Offenbach (III)       | 3:0 (2:0)  | SV Hegnach (III)          | SANA Sportpark, Offenbach am Main                  |
| 10. September 2023, 15:00 Uhr | 1. FSV Mainz 05 (III)         | 3:0 (1:0)  | TSV Jahn Calden (III)     | Bruchwegstadion, Mainz                             |
| 10. September 2023, 16:00 Uhr | SV Meppen (II)                | 0:3 (0:1)  | Bayer 04 Leverkusen (I)   | Hänsch-Arena, Meppen                               |
| 13. September 2023, 18:30 Uhr | Hegauer FV (IV)               | 0:8 (0:1)  | Eintracht Frankfurt (I)   | Hegau-Stadion, Engen                               |

### Achtelfinale
Das Achtelfinale wurde am 18. September ausgelost. Bayern und Frankfurt spielten aufgrund der Teilnahme an der Champions League Gruppenphase und dann schlechtem Wetter im Januar erst im Februar ihre Spiele.
| Datum                        |                               | Ergebnis  |                         | Austragungsort                              |
| ---------------------------- | ----------------------------- | --------- | ----------------------- | ------------------------------------------- |
| 24. November 2023, 18:00 Uhr | VfL Wolfsburg (I)             | 5:0 (3:0) | SV Werder Bremen (I)    | AOK Stadion, Wolfsburg                      |
| 25. November 2023, 14:00 Uhr | Hamburger SV (II)             | 0:4 (0:1) | Bayer 04 Leverkusen (I) | Sportpark Eimsbüttel, Hamburg               |
| 25. November 2023, 14:00 Uhr | FC Viktoria 1889 Berlin (III) | 1:3 (1:2) | FC Carl Zeiss Jena (II) | Stadion Lichterfelde, Berlin                |
| 25. November 2023, 14:00 Uhr | SGS Essen (I)                 | 4:3 (2:1) | 1. FC Köln (I)          | Stadion an der Hafenstraße, Essen           |
| 26. November 2023, 13:00 Uhr | TSG 1899 Hoffenheim (I)       | 3:0 (1:0) | RB Leipzig (I)          | Dietmar-Hopp-Stadion, Sinsheim              |
| 26. November 2023, 15:00 Uhr | 1. FSV Mainz 05 (III)         | 0:2 (0:0) | MSV Duisburg (I)        | Bruchwegstadion, Mainz                      |
| 8. Februar 2024, 18:30 Uhr   | Eintracht Frankfurt (I)       | 2:1 (1:0) | SC Freiburg (I)         | Stadion am Brentanobad, Frankfurt am Main   |
| 14. Februar 2024, 19:00 Uhr  | Kickers Offenbach (III)       | 0:6 (0:2) | FC Bayern München (I)   | Stadion am Bieberer Berg, Offenbach am Main |

### Viertelfinale
Die Auslosung erfolgte am 10. Dezember 2023.
| Datum                   |                         | Ergebnis  |                       | Austragungsort                            |
| ----------------------- | ----------------------- | --------- | --------------------- | ----------------------------------------- |
| 5. März 2024, 18:30 Uhr | TSG 1899 Hoffenheim (I) | 0:3 (0:2) | VfL Wolfsburg (I)     | Dietmar-Hopp-Stadion, Sinsheim            |
| 5. März 2024, 18:30 Uhr | FC Carl Zeiss Jena (II) | 0:3 (0:3) | FC Bayern München (I) | Ernst-Abbe-Sportfeld, Jena                |
| 5. März 2024, 18:30 Uhr | Bayer 04 Leverkusen (I) | 1:2 (0:2) | SGS Essen (I)         | BayArena, Leverkusen                      |
| 5. März 2024, 18:30 Uhr | Eintracht Frankfurt (I) | 4:1 (3:0) | MSV Duisburg (I)      | Stadion am Brentanobad, Frankfurt am Main |

### Halbfinale
Die Auslosung erfolgte am 5. März direkt nach der Viertelfinalrunde. Es verbleiben nur noch Bundesligisten im Wettbewerb.
| Datum                    |                       | Ergebnis                         |                         | Austragungsort            |
| ------------------------ | --------------------- | -------------------------------- | ----------------------- | ------------------------- |
| 30. März 2024, 13:00 Uhr | VfL Wolfsburg (I)     | 9:0 (3:0)                        | SGS Essen (I)           | AOK Stadion, Wolfsburg    |
| 31. März 2024, 15:45 Uhr | FC Bayern München (I) | 1:1 n. V. (1:1, 1:1) (3:1 i. E.) | Eintracht Frankfurt (I) | FC Bayern Campus, München |

### Finale
| Paarung           | FC Bayern München – VfL Wolfsburg |
| Ergebnis          | 0:2 (0:2) |
| Datum             | 9. Mai 2024 um 16:00 Uhr |
| Stadion           | Rheinenergiestadion, Köln |
| Zuschauer         | 44.400 |
| Schiedsrichterin  | Miriam Schwermer (FC Einheit Wernigerode) |
| Tore              | 0:1 Brand (14.) 0:2 Janssen (40.) |
| FC Bayern München | Maria Luisa Grohs – Giulia Gwinn, Glódís Viggósdóttir, Magdalena Eriksson, Katharina Naschenweng (46. Tuva Hansen) – Georgia Stanway, Sarah Zadrazil (85. Carolin Simon) – Pernille Harder, Jovana Damnjanović (72. Sydney Lohmann), Klara Bühl (72. Linda Dallmann) – Lea Schüller Cheftrainer: Alexander Straus ( Norwegen) |
| VfL Wolfsburg     | Merle Frohms – Lynn Wilms, Kathrin Hendrich, Dominique Janssen, Nuria Rábano (80. Marina Hegering) – Lena Oberdorf – Vivien Endemann (68. Sveindís Jane Jónsdóttir), Svenja Huth, Jule Brand (90.+1' Joelle Wedemeyer) – Ewa Pajor, Alexandra Popp Cheftrainer: Tommy Stroot                                                  |
| Gelbe Karten      | Gwinn, Stanway, Dallmann – Oberdorf |